# Allium popovii
Allium popovii är en amaryllisväxtart som beskrevs av Aleksei Ivanovich Vvedensky. Allium popovii ingår i släktet lökar, och familjen amaryllisväxter. Inga underarter finns listade i Catalogue of Life.